# Verenigd Koninkrijk op het Eurovisiesongfestival 1977
Het Verenigd Koninkrijk deed in 1977 voor de twintigste keer mee aan het Eurovisiesongfestival. De groep Lindsey de Paul & Mike Moran
was gekozen door de BBC door een nationale finale om het land te vertegenwoordigen.

## Nationale voorselectie
Onder de titel A Song for Europe 1977 hield het Verenigd Koninkrijk een nationale finale om de artiest en het lied te selecteren voor het Eurovisiesongfestival 1977. De nationale finale werd gehouden op 9 maart 1977 en werd gepresenteerd door Terry Wogan.
De winnaar werd gekozen door veertien regionale jury's.
| Artiest                     | Lied                                   | Plaats | Punten |
| --------------------------- | -------------------------------------- | ------ | ------ |
| Mary Mason                  | What do you say to Love                | 2      | 132    |
| The Foundations             | Where were you when I Needed your Love | 3      | 26     |
| Tony Monopoly               | Leave a Little Love                    | 9      | 66     |
| Lyn Paul                    | If Everybody Loved the Same as you     | 6      | 74     |
| High Society                | Just for you                           | 6      | 74     |
| Carl Wayne                  | A Little Give, a Little Take           | 11     | 59     |
| Lynsey de Paul & Mike Moran | Rock Bottom                            | 1      | 143    |
| Sweet Sensation             | You're my Sweet Sensation              | 8      | 73     |
| Val Stokes                  | Swings and Roundabouts                 | 12     | 57     |
| Beano                       | Everybody Knows                        | 10     | 60     |
| Wesley, Park & Smith        | After all this Time                    | 5      | 106    |
| Rags                        | Promises, Promises                     | 4      | 120    |

## In Londen
In de Britse stad Londen moest het Verenigd Koninkrijk aantreden als 9de, net na Portugal en voor Griekenland
Op het einde van de puntentelling bleek dat ze op een tweede plaats waren geëindigd met 121 punten, 15 punten minder dan de winnaar.
In de finale ontvingen ze zes keer het maximale aantal punten. Van Nederland ontvingen ze zeven punten en van België het maximum van twaalf.

### Gekregen punten

#### Finale
| 12 punten                                                         | 10 punten   | 8 punten          | 7 punten                | 6 punten |
| ----------------------------------------------------------------- | ----------- | ----------------- | ----------------------- | -------- |
| - België - Frankrijk - Luxemburg - Monaco - Oostenrijk - Portugal | - Duitsland | - Israël - Zweden | - Nederland - Noorwegen |          |
| 5 punten                                                          | 4 punten    | 3 punten          | 2 punten                | 1 punt   |
|                                                                   | - Finland   | - Spanje          | - Italië                |          |

### Punten gegeven door Verenigd Koninkrijk

#### Finale
Punten gegeven in de finale:
| 12 punten | Ierland     |
| 10 punten | België      |
| 8 punten  | Duitsland   |
| 7 punten  | Monaco      |
| 6 punten  | Frankrijk   |
| 5 punten  | Griekenland |
| 4 punten  | Zwitserland |
| 3 punten  | Spanje      |
| 2 punten  | Noorwegen   |
| 1 punt    | Nederland   |

1957 · 1958 · 1959 · 1960 · 1961 · 1962 · 1963 · 1964 · 1965 · 1966 · 1967 · 1968 · 1969 · 1970 · 1971 · 1972 · 1973 · 1974 · 1975 · 1976 · 1977 · 1978 · 1979 · 1980 · 1981 · 1982 · 1983 · 1984 · 1985 · 1986 · 1987 · 1988 · 1989 · 1990 · 1991 · 1992 · 1993 · 1994 · 1995 · 1996 · 1997 · 1998 · 1999 · 2000 · 2001 · 2002 · 2003 · 2004 · 2005 · 2006 · 2007 · 2008 · 2009 · 2010 · 2011 · 2012 · 2013 · 2014 · 2015 · 2016 · 2017 · 2018 · 2019 · 2020 · 2021 · 2022 · 2023 · 2024 · 2025